# Brachysternus olivaceus
Brachysternus olivaceus — вид жуків родини Пластинчастовусі (Scarabaeidae). Вид зустрічається в гірських лісах на півдні Чилі. Тіло зеленого забарвлення.